# Quick, Draw!
Quick, Draw! (deutscher Titel: Flugs gezeichnet!) ist ein von Google LLC entwickeltes und im November 2016 veröffentlichtes Browserspiel, bei dem der Spieler die Aufgabe hat, innerhalb von 19 Sekunden eine Skizze von einem zufällig ausgewählten Objekt oder Subjekt zu zeichnen. Währenddessen versucht eine künstliche Intelligenz (KI) eines künstlichen neuronalen Netzwerkes (KNN) so schnell wie möglich zu erraten, was die Zeichnung darstellen soll. Eine Runde dauert sechs Spiele. Das Spiel basiert auf Deep Learning, einem Teilgebiet vom maschinellem Lernen. Je mehr Zeichnungen die KI zum Trainieren erhält, desto besser wird ihre Vorhersage. Mittlerweile wurde das KNN mit über 50 Millionen Zeichnungen trainiert. Das Spiel ist Teil der Google-A.I.-Experiments-Serie, einer Reihe von interaktiven Browseranwendungen, die auf KI basieren und zeigen sollen, was bereits heute damit möglich ist.